# Altenkirchen (Pfalz)

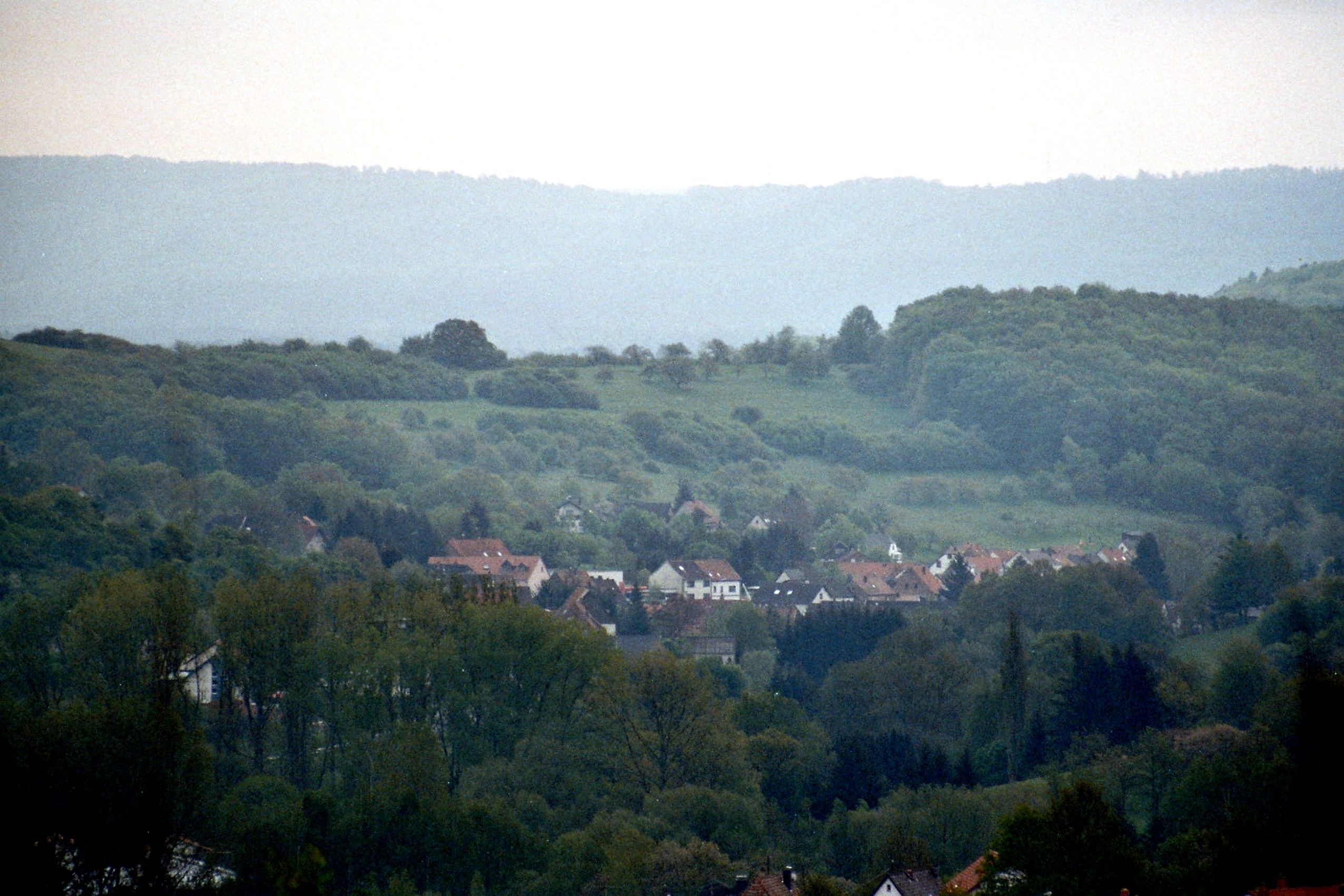
Altenkirchen aus der Vogelperspektive

Altenkirchen (IPA: [ˈaltn̩ˌkɪʁçn̩]Ausspracheⓘ) ist eine Ortsgemeinde im Landkreis Kusel in Rheinland-Pfalz. Sie gehört der Verbandsgemeinde Oberes Glantal an.

## Geographie

### Lage
Altenkirchen liegt ebenso wie die Nachbargemeinden Dittweiler und Frohnhofen im Kuseler Bergland in der Westpfalz. Zur Gemeinde gehören zusätzlich die Wohnplätze Forsthaus, Hainhof und Wilgenhof.

### Erhebungen und Gewässer
Mitten durch den Ort fließt der Kohlbach. Im Gemeindegebiet erhebt sich der 375,8 Meter hohe Schloßberg.

## Geschichte
Die erste urkundliche Erwähnung von Altenkirchen (von seinen Bewohnern auch Alekeije genannt) erfolgte 1290. Die Kerwe (Kirchweih), die jährlich am ersten Oktobersonntag gefeiert wird, geht auf das Jahr 1839 zurück.
Von 1798 bis 1814, als die Pfalz Teil der Französischen Republik (bis 1804) und anschließend Teil des Napoleonischen Kaiserreichs war, war der Ort in den Kanton Waldmohr eingegliedert. Anschließend wechselte der Ort in das Königreich Bayern. Von 1818 bis 1862 gehörte Altenkirchen dem Landkommissariat Homburg an; aus diesem ging zunächst das Bezirksamt Homburg hervor.
Da ein Teil des Bezirksamts – einschließlich Homburg selbst – 1920 dem neu geschaffenen Saargebiet zugeschlagen wurde, wechselte der Ort ins Bezirksamt Kusel und wurde bis 1938 von einer in Waldmohr ansässigen Bezirksamtsaußenstelle verwaltet.
Seit 1939 ist die Gemeinde Bestandteil des Landkreises Kusel. Nach dem Zweiten Weltkrieg wurde Altenkirchen innerhalb der französischen Besatzungszone Teil des damals neu gebildeten Landes Rheinland-Pfalz sowie des Regierungsbezirks Pfalz. Im Zuge der ersten rheinland-pfälzischen Verwaltungsreform wurde der Ort 1972 in die neu geschaffene Verbandsgemeinde Schönenberg-Kübelberg eingegliedert. Seit 2017 ist Altenkirchen Bestandteil der Verbandsgemeinde Oberes Glantal.

## Politik

### Bürgermeister
Manfred Geis wurde bei der Direktwahl am 26. Mai 2019 mit einem Stimmenanteil von 80,21 % für weitere fünf Jahre in seinem Amt bestätigt und trat damit seine dritte Amtszeit an. Zur Wahl am 9. Juni 2024 trat er nicht mehr an.
Martin Böhnlein (WG Böhnlein) wurde mit 72,2 % der Stimmen ohne Gegenkandidaten zum neuen Bürgermeister gewählt.
Gerald Meyer war Vorgänger von Geis im Amt des Ortsbürgermeisters.

## Kultur und Sehenswürdigkeiten

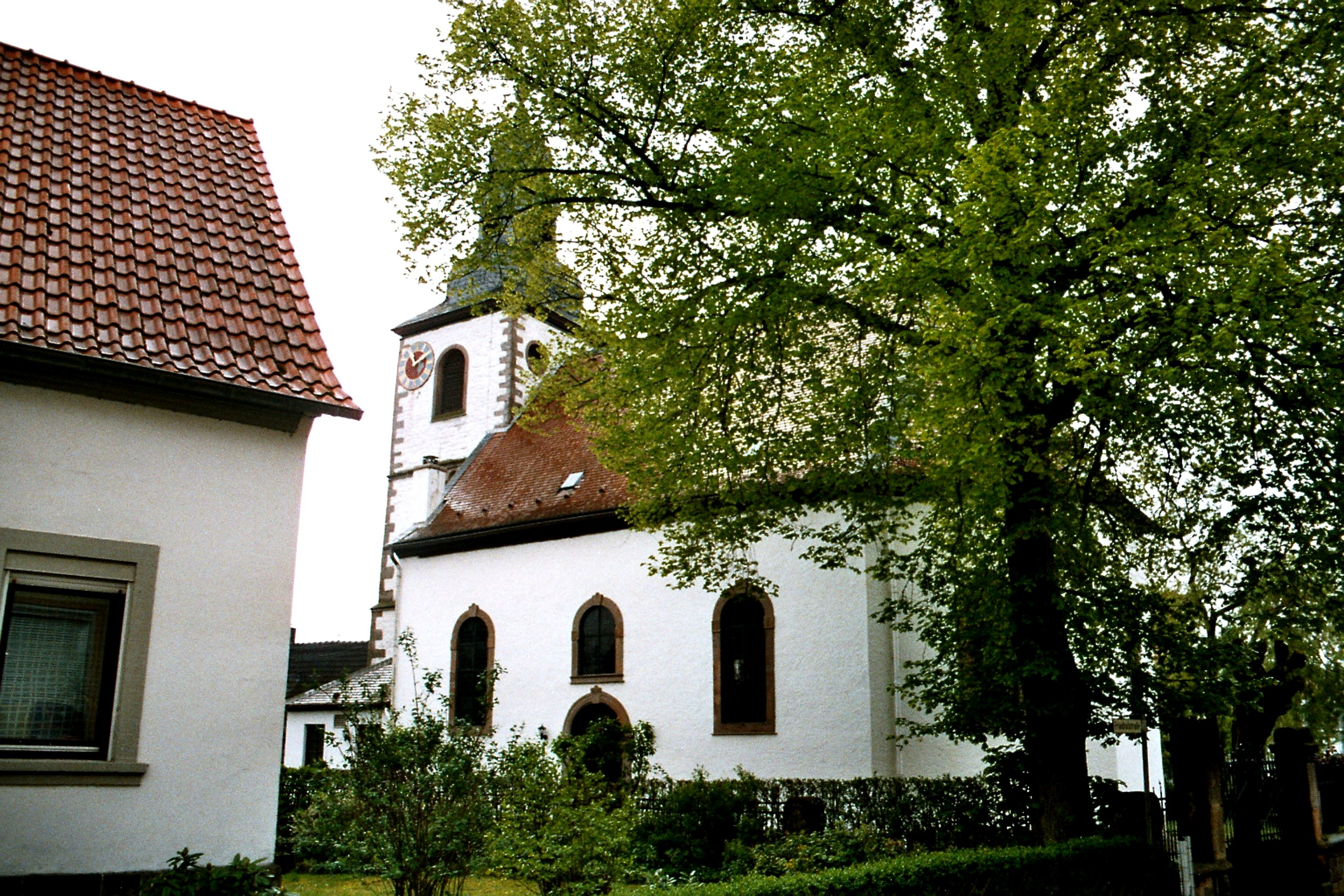
Protestantische Kirche

### Kulturdenkmäler
Vor Ort befinden sich insgesamt sieben Objekte, die unter Denkmalschutz stehen, darunter die protestantische Kirche.

### Natur
Innerhalb der Gemeindegemarkung existiert ein Naturdenkmal.

### Museen
Das 1987 eröffnete Heimatmuseum Altenkirchen zeigt das Leben und Arbeiten früherer Zeiten.

### Kulinarische Spezialität
- Kartoffelwaffeln, im Pfälzischen auch „Grumbeerwaffele“ genannt.

## Wirtschaft und Infrastruktur

### Wirtschaft
Vor Ort existierten einst mehrere Kohlengruben, die von Konrad Weiss, dem Eigentümer der Grube Frankenholz, betrieben wurden.

### Verkehr
Durch den Ort verläuft die Landesstraße 355. Dort zweigt von ihr die nach Breitenbach führende Kreisstraße 5 ab. Südöstlich befindet sich die A 6, nordöstlich die A 62. Der Ort selbst ist durch die Buslinie 277 des VRN, die von Kusel nach Homburg verläuft, an das Nahverkehrsnetz angeschlossen.

### Behörden
Die Gemeinde gehört zum Zuständigkeitsbereich des Amtsgericht Landstuhl.

## Persönlichkeiten

### Söhne und Töchter der Gemeinde
- Otto von Bollinger (1843–1909), Anatom und Pathologe
- Otto Germann (1885–1967), Geologe
- Johanna Germann (1896–1973), Schriftstellerin, Lehrerin und Anthroposophin

### Personen, die vor Ort gewirkt haben
- Henri Clignet (1607–1683), Stadtdirektor Mannheims, wurde vor Ort in Form eines Gedenksteins geehrt
- Jan-Lucas Dorow (* 1993), Fußballspieler, begann seine Karriere beim örtlichen Fußballverein